# Kamienica Anny Koźmińskiej w Warszawie
Kamienica Anny Koźmińskiej − zabytkowa kamienica znajdująca się przy ul. Żelaznej 64 róg ul. Krochmalnej w Warszawie.

## Opis
W 1896 właścicielką terenu, na którym znajduje się kamienica, została Anna Koźmińska. Wzniosła ona dwuskrzydłową część kamienicy u zbiegu ul. Żelaznej i Krochmalnej, a następnie w 1912 dobudowała część południową wraz z niezachowaną oficyną wschodnią. Budynek został zaprojektowany przez Józefa Napoleona Czerwińskiego.
W okresie międzywojennym w budynku działało kino „Świt”, które później zmieniło nazwę na „Acron”.
W listopadzie 1940 kamienica znalazła się w obrębie utworzonego przez władze niemieckie getta. W lokalu kina urządzono tzw. punkt, w którym mieszkali Żydzi przesiedlani do Warszawy z innych miast. Kamienica ponownie znalazła się w „aryjskiej” części miasta w trakcie wielkiej akcji deportacyjnej w sierpniu 1942, której wynikiem była m.in. likwidacja tzw. małego getta.
W 1944 kamienica została uszkodzona w czasie walk toczonych w tym rejonie miasta podczas powstania warszawskiego.
W 2019 budynek został wpisany do rejestru zabytków. 
W wyniku przeprowadzonego w latach 2022–2024 remontu budynku odtworzono tynki w kolorze kremowym oraz – na podstawie zachowanych resztek wystroju i fotografii – dekoracyjne detale. W 2025 w kamienicy znajdowało się 76 mieszkań, wszystkie należały do miasta. Część z nich posiadała wspólne toalety i łazienki. W pięciopiętrowym budynku nie ma windy.

## W kulturze
W powieści Zły (1955) Leopolda Tyrmanda w kamienicy mieścił się bar IV kategorii „Słodycz”, należący do Warszawskich Zakładów Gastronomicznych.